# Тевен (Белуно)
Тевен (итал. Teven) је насеље у Италији у округу Белуно, региону Венето.
Према процени из 2011. у насељу је живело 126 становника. Насеље се налази на надморској висини од 326 м.